# Абашидзе, Леван (актёр)
Лева́н Абаши́дзе (груз. ლევან აბაშიძე; 22 мая 1963 — 7 сентября 1992, Сухуми) — советский и грузинский киноактёр.

## Биография
В 1985 году окончил Тбилисский институт театрального искусства имени Шоты Руставели. Работал в Тбилисском Театре-студии киноактёра (главный режиссёр Михаил Туманишвили). 
Погиб во время грузино-абхазского конфликта 7 сентября 1992 года в Сухуми. Он умер от взрыва гранаты, выпущенной кем-то из абхазов. Похоронен в Дидубийском пантеоне в Тбилиси.

## Фильмография
- 1994 — Браво, Джордано Бруно!
- 1993 — Нет, друг! (короткометражный)
- 1992 — Счастливая деревня
- 1988 — Тайна золотого брегета — командир полка Красной Армии
- 1988 — Анемия — Ника (главная роль)
- 1987 — Корни — Георгий
- 1987 — Гость — молодой человек
- 1986 — Ступень — Мито, друг Алексея
- 1986 — Круговорот — Бадри, друг Саломе
- 1985 — Путешествие молодого композитора — Ника Чачанидзе, молодой композитор (главная роль)
- 1985 — Проделки Скапена — Леандр
- 1982 — Не все кометы гаснут — Теймураз
- 1978 — Несколько интервью по личным вопросам — Сандро

## Призы и награды
Диплом жюри МКФ «Молодость» (Киев, 1993) — за исполнение главной роли в фильме «Нет, друг!» (1993, посмертно).